# The House of the Dead
The House of the Dead (укр. Дім мерців) — відеогра в жанрі рейкового шутера, розроблена компанією Wow Entertainment і випущена компанією Sega в 1997 році для аркадних автоматів. Перша гра серії The House of the Dead. В 1998 вийшов порт на Sega Saturn і ПК.

## Ігровий процес
Гра являє собою віртуальний тир, в якому камера рухається незалежно від гравця. Гравець може тільки стріляти у ворогів в межах доступного екрану. В магазині пістолета є 6 куль, після чого необхідна перезарядка. Одиниці життя показані у вигляді палаючих ламп, червоного кольору для першого гравця і синього для другого. Аналогічно розрізняються за кольором приціли. Коли всі одиниці життя вичерпані, можна використати продовження і грати далі, але тоді рахунок очок за знищення ворогів обнулиться.
На рівнях зустрічаються вчені, які потрапили в біду, та в подяку за порятунок дають додаткову одиницю життя. Також можна розстрілювати ящики — в них буде золота жаба, аптечка або монета. Аптечка дає одиницю здоров'я, а монета і жаба додаткові очки. При різних виборах гравця (порятунок чи втрата вчених, ввімкнення рубильників, віднайдення секретного проходу) шлях до кінця рівня змінюється.
Противниками в грі є різноманітні зомбі й мутанти. Гравець може розстрілювати їх як завгодно, інколи корисно спочатку роззброїти ворога, відстріливши, наприклад, руку, якою той може вдарити, або відбивши кулею кинутий ніж. Наприкінці локацій належить боротися з босами. Незважаючи на те, що за один удар вони забирають, як і звичайні вороги, одну одиницю життя, вбити їх важко, оскільки у босів є лише одне вразливе місце. Слабкі місця та імена босів гравець дізнається зі спеціальної книжки, яка відкривається на короткий час перед боєм. Боси названі за картами Таро.

## Сюжет

### Зав'язка
Події розгортаються в 1998 році. Агенти організації AMS, Томас Роган і G, дізнаються з телефонного дзвінка від нареченої Рогана, Софі Річардс, що в особняку доктора К'юрена, біохіміка і генетика, сталася катастрофа. Доктор проводив жахливі експерименти з метою розгадати таємницю життя і смерті, але результати його експериментів вирвалися на волю. Агенти вирушають розслідувати цей випадок і врятувати Софі.

### Глави
1. Трагедія (англ. Tragedy) — перша частина особняка К'юрена, каналізація для входу в нього, зовнішній двір. Вже на подвір'ї особняка агенти стикаються з численними чудовиськами. Софі швидко знаходиться, та рапотом її хапає Повішений і забирає в глибину будівлі. Бос — Колісниця, людиноподібна істота в обладунках і шоломі з протигазом. Озброєний алебардою, броня істоти непробивна. Вразливе місце: невелика відкрита ділянка на грудях. Біля Колісниці опиняється Софі, але істота ранить її.
2. Помста (англ. Revenge) — друга частина особняка К'юрена. Бос — Повішений, порівняно вразливий, але спритний гібрид людини і кажана. Командує зграєю кажанів, котрі атакують агентів. Також може налетіти на агентів особисто і вдарити кігтями в ближньому бою.
3. Правда (англ. Truth) — частина підземних лабораторій. Бос — Відлюдник, величезний павукоподібних монстр. З відстані плює павутиною, в ближньому бою використовує масивні лапи. Його вразливим місцем є голова.
4. Дім мерців (англ. The House of The Dead) — головна підземна лабораторія, балкон лабораторії. Герої проникають в лабораторію доктора, де той випускає проти агентів своє головне творіння — Мага, що має вигляд велетня в обладунках, що левітує в повітрі. На голові має загнуті назад роги, а на ногах по три довгих пальці з кігтями. Атакує на відстані вогняними сферами. Його слабким місцем є оголені м'язи, не закриті бронею. Маг не підкоряється своєму творцеві і вбиває К'юрена, після чого нападає на агентів. Вони розстрілюють чудовисько, хоч воно і обіцяє, що ще побачиться з агентами. Томас виходить з особняка зі словами «Все закінчилося. Прощавай, К'юрен, але Софі…».

### Закінчення
У грі є три закінчення, залежно від вправності гравця:
- Хороше закінчення: агенти підходять до авто, збираючись покинути особняк, камера розвертається і наближається до входу особняка, з якого вибігає жива Софі. Для його отримання потрібно врятувати всіх вчених впродовж гри і набрати 60000 очок.
- Нейтральне закінчення: агенти підходять до авто, камера розвертається і завмирає. Софі мертва, але уникла долі стати зомбі. Відкривається, якщо гравець не зумів врятувати всіх вчених і набрав менше за 60000 очок.
- Погане закінчення: агенти підходять до авто, камера розвертається і наближається до входу, де стоїть Софі, що перетворилася на зомбі. Відкривається, якщо гравець не рятував чи й навмисне вбивав вчених впродовж гри.

## Персонажі
- Томас Роган (англ. Thomas Rogan) — агент AMS, напарник Джі, управляється першим гравцем.
- G (англ. Agent «G») — агент AMS, напарник Рогана, управляється другим гравцем.
- Софі Річардс (англ. Sophie Richards) — агент AMS, наречена Рогана. Повідомляє Джі і Рогану про інцидент в особняку. В різних закінченнях може бути живою, загинути, або стати зомбі.
- Доктор Рой К'юрен (англ. Dr. Roy Curien) — головний антагоніст гри, працівник DBR Corporation. Вчений, що влаштовував моторошні експерименти, результатами яких стали незліченні натовпи живих мерців і мутантів. Гине від рук власного творіння, Мага.
- Деніел К'юрен (англ. Daniel Curien) — син Роя К'юрена. Згадується тільки в інструкції до гри на Sega Saturn.

## Ремейк
Ремейк гри з осучасненою графікою вийшов на PlayStation 4, Xbox One та ПК 7 квітня 2022 року. Вихід на Stadia відбувся 18 квітня, а для Xbox Series — 23 вересня.